# RSA Insurance Group

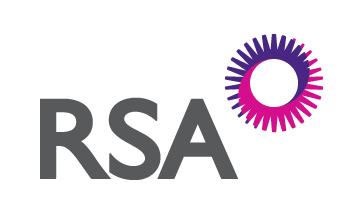

RSA Insurance Group é uma multinacional britânica que atua na área de seguros gerais, possui mais de 17 milhões de clientes em 140 países do mundo, a empresa foi criada em 1996 após a fusão da Sun Alliance e da Royal Insurance. A empresa atua na area de seguros residenciais, seguros automotivos, seguros de animais de estimação e etc., a RSA Insurance possui mais de 23 mil funcionários e faturou mais de 14 bilhões de dólares americanos. Em março de 2009 a empresa anunciou que iria demitir mais de 1200 pessoas no Reino Unido, um redução de 14% de seus 8700 empregados naquele país. Um dos motivos da demissões foi a queda de 30% da ações da empresa.